# ダニーと秘密の魔法使い
『ダニーと秘密の魔法使い』（ダニーとひみつのまほうつかい、原題：When Good Ghouls Go Bad）は、2001年にアメリカ合衆国のABCファミリーより放送されたテレビ映画。
この映画は、町にかけられた呪いを、町に住む少年がとくファンタジー作品となっている。パトリック・リード・ジョンソン監督・脚本、ジョー・ピッチラーとクリストファー・ロイドが主役を担当する。
日本では『ぼくとゾンビと秘密のハロウィン』（ぼくとゾンビとひみつのハロウィン）のタイトルでスター・チャンネルより放映された。また、2004年12月3日にエスピーオーよりDVD（OPSD-S266）が発売されている。

## ストーリー
ミネソタ州の田舎町カーティス・ダンコ。この町では20年前のハロウィンの日に火災があり、死者が出た。その火災の犠牲者の少年により町には呪いがかけられ、主人公・ダニーの祖父がその呪いが原因で死んでしまう。
ダニーはその悲しみを乗り越え、呪いを解くために行動を起こした。

## キャスト
| 役名                   | 俳優                   | 日本語吹き替え |
| ---------------------- | ---------------------- | -------------- |
| ダニー・ウォーカー     | ジョー・ピッチラー     | 小林由美子     |
| フレッド・ウォーカー   | クリストファー・ロイド | 青野武         |
| デイナ・ステンソン     | ブリタニー・バーンズ   | 堀江由衣       |
| ジェームズ・ウォーカー | トム・アマンデス       | 大川透         |
| テイラー               | イメルダ・コーコラン   | 五十嵐麗       |
| マイク・カンケル       | ジョー・クレメンツ     | 乃村健次       |
| ライアン・カンケル     | クレイグ・マリオット   | 白石涼子       |
| チャーニー市長         | ロイ・ビリング         | 長嶝高士       |
| エド                   | アラン・フラワー       | 佐藤晴男       |

- その他の日本語版吹き替え：長谷優里奈／田村聖子／木村まどか／日比愛子／前川建志／古俣有紀枝／一木美名子／鈴木貴征／山崎咲／重松朋

## 日本語版制作スタッフ
- 演出：市来満
- 翻訳：植田尚子
- 調整：山田明寛（ビーラインスタジオ）
- 担当：宇出喜美（ニュージャパンフィルム）
- 制作：ニュージャパンフィルム

## スタッフ
- 監督：パトリック・リード・ジョンソン
- 製作：スティーヴ・マクグローセン
- 製作総指揮：ジョーン・ウォリチャ、ジェーン・スタイン
- 原案：R・L・スタイン
- 脚本：パトリック・リード・ジョンソン、ジョン・ラウ
- 撮影：ブライアン・ブレーニー
- 音楽：クリストファー・ゴードン